# Hermannus Höfte
Hermannus Höfte (ur. 5 sierpnia 1884 w Amsterdamie, zm. 18 listopada 1961 tamże) – holenderski wioślarz.
Hermannus Höfte był uczestnikiem Letnich Igrzysk Olimpijskich 1908 w Londynie, podczas których wraz ze swoją drużyną zajął 3. miejsce w konkurencji czwórek bez sternika.